# Hoogboom Country Club
De Hoogboom Country Club in Hoogboom (Kapellen) was een van de accommodaties van de Olympische Zomerspelen van 1920 in Antwerpen. In deze accommodatie vonden de eventingwedstrijden plaats die kaderden binnen de paardensport, alsook enkele onderdelen van de schietsport, namelijk het kleiduifschieten en het schieten op een levend dier.
Olympisch Stadion · Royal Beerschot Tennis & Hockey Club · Stadion Broodstraat · Garden City Velodroom · IJspaleis · Merksem · Middelheimpark · Nachtegalenpark · Schietbaan Kiel · Zoo van Antwerpen · Zwemstadion · Dudenparkstadion · Hoogboom Country Club · Jules Ottenstadion · Kamp van Beverlo · Oostende · Tuin van het Egmontpaleis · Wellingtonrenbaan · Zeekanaal Brussel-Schelde · Buiten-IJ